# Hadrosauroidea
Super-famille
Genres de rang inférieur
Les Hadrosauroidea (en français, les hadrosauroïdes) forment une super-famille éteinte de dinosaures ornithopodes.

## Description

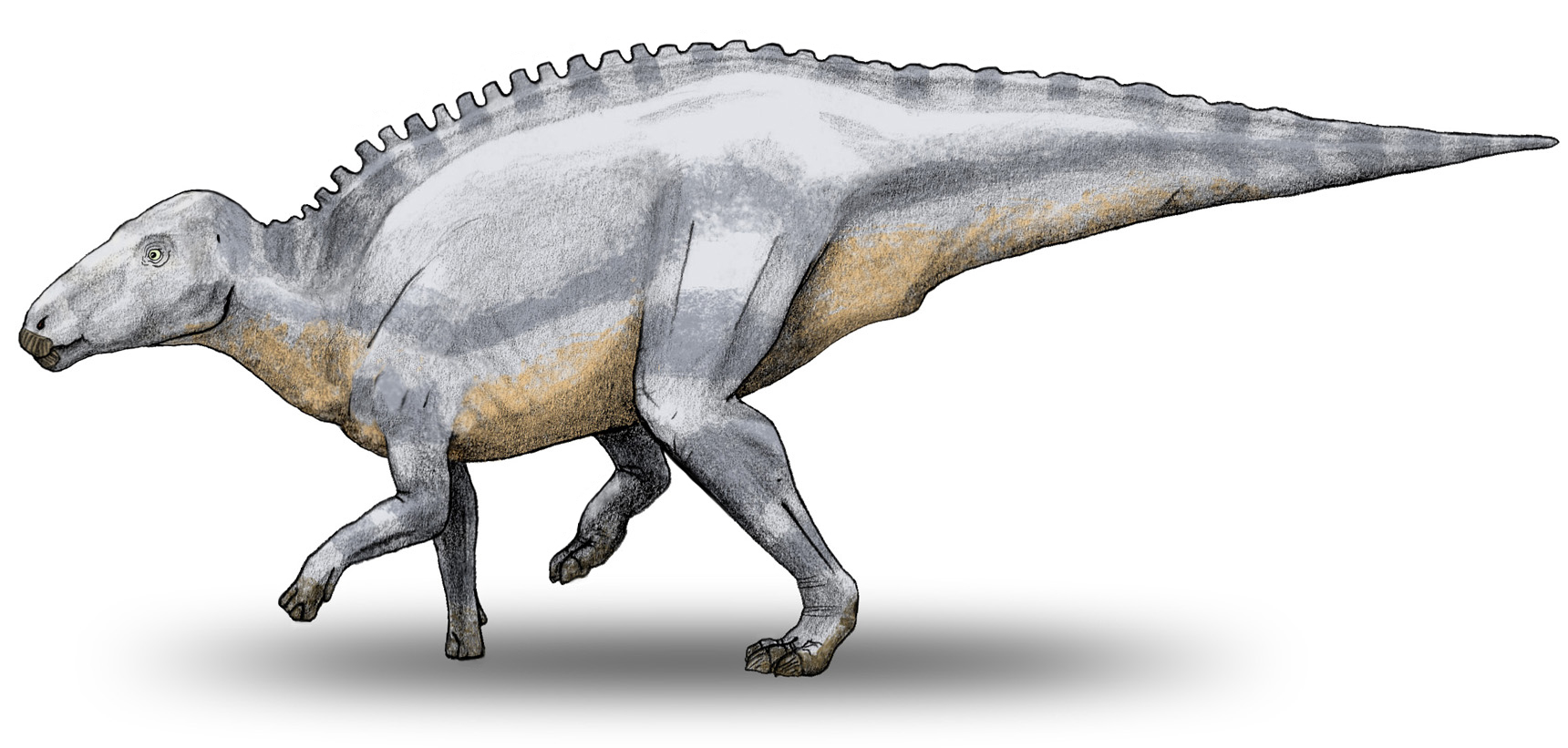
Restitution paléoartistique d'un Hadrosauroidea :
Telmatosaurus.

La principale caractéristique les différenciant des autres Iguanodontia est leur « bec de canard ».

## Cladistique
De nombreuses analyses phylogénétiques sont proposées pour les Hadrosauroidea, qui sont des animaux souvent connus par des restes fossiles partiels ou mal conservés. Leur phylogénie est loin d'être stabilisée et devrait encore évoluer au fil des découvertes de nouveaux fossiles.

### Cladogrammes

#### Prieto-Márquezet al.[3](2016)
- Hadrosauroidea
  - Jinzhousaurus
  - 
    - Equijubus
    - 
      - Probactrosaurus
      - 
        - 
          - Jeyawati
          - 
            - Protohadros
            - Eolambia

        - 
          - Tanius
          - 
            - 
              - Bactrosaurus
              - Levnesovia

            - 
              - Gilmoreosaurus
              - 
                - Telmatosaurus
                - 
                  - 
                    - Jintasaurus
                    - Lophorhothon

                  - 
                    - Claosaurus
                    - 
                      - Tethyshadros
                      - Hadrosauridae

#### Wenhao et Godefroit[4](2012)
- Hadrosauriformes
  - Iguanodontidae
    - Iguanodon
    - 
      - Ouranosaurus
      - Mantellisaurus

  - Hadrosauroidea
    - Bolong
    - 
      - Equijubus
      - 
        - Jinzhousaurus
        - 
          - Altirhinus
          - 
            - Batyrosaurus
            - 
              - Probactrosaurus
              - 
                - Eolambia
                - 
                  - Protohadros
                  - 
                    - Bactrosaurus
                    - Levnesovia
                    - 
                      - Shuangmiaosaurus
                      - 
                        - Tethyshadros
                        - 
                          - Telmatosaurus
                          - Hadrosauridae

#### Ramírez-Velascoet al.[5](2012)
Les analyses phylogénétiques de Ramírez-Velasco et ses collègues en 2012 ont montré une importante polytomie parmi les Hadrosauroidea plus évolués que Probactrosaurus mais moins que les Hadrosauridae. L'exclusion des genres Claosaurus, Jeyawati, Levnesovia, Nanyangosaurus, Shuangmiaosaurus et Telmatosaurus de la topologie résout la question de la polytomie.
- Hadrosauroidea
  - Jinzhousaurus
  - 
    - Fukuisaurus
    - 
      - Penelopognathus
      - 
        - Equijubus
        - 
          - Probactrosaurus
          - 
            - 
              - Eolambia
              - Protohadros

            - 
              - Tanius
              - 
                - 
                  - Bactrosaurus
                  - Glishades

                - 
                  - Gilmoreosaurus
                  - 
                    - Huehuecanauhtlus
                    - 
                      - 
                        - Jintasaurus
                        - Tethyshadros

                      - Hadrosauridae

#### Prieto-Márquez et Norell[6](2010)
- Hadrosauroidea
  - 
    - Jinzhousaurus
    - Penelopognathus

  - 
    - Equijubus
    - 
      - Probactrosaurus
      - 
        - 
          - Eolambia
          - Protohadros

        - 
          - Tanius
          - 
            - Bactrosaurus
            - 
              - Gilmoreosaurus
              - 
                - Telmatosaurus
                - 
                  - Shuangmiaosaurus
                  - Nanyangosaurus
                  - Lophorhothon
                  - Hadrosauridae